# Mesoikopleura enterospira
Mesoikopleura enterospira är en ryggsträngsdjursart som beskrevs av Fenaux 1993. Mesoikopleura enterospira ingår i släktet Mesoikopleura och familjen lysgroddar. Inga underarter finns listade i Catalogue of Life.